# Comuna Poleahove, Teofipol
Poleahove (în ucraineană Поляхове) este o comună în raionul Teofipol, regiunea Hmelnîțkîi, Ucraina, formată din satele Kuzmînți, Poleahove (reședința) și Romaniv.

## Demografie
Componența lingvistică a comunei Poleahove
     Ucraineană (98,22%)
     Alte limbi (0,69%)
Conform recensământului din 2001, majoritatea populației comunei Poleahove era vorbitoare de ucraineană (98,22%), existând în minoritate și vorbitori de armeană (1,09%).